# Salix alatavica
Salix alatavica ist ein Strauch aus der Gattung der Weiden (Salix) mit verkahlenden Zweigen und bis zu 6 Zentimeter langen Blattspreiten. Das natürliche Verbreitungsgebiet der Art liegt in Asien.

## Beschreibung
Salix alatavica ist ein bis zu 1,5 Meter hoher Strauch mit anfangs purpurroten und flaumig behaarten später braunen oder kastanienbraunen, kahlen Zweigen. Die Knospen sind rötlich, glänzend und zugespitzt. Die Laubblätter haben kleine, eiförmige, häutige und hinfällige Nebenblätter. Der Blattstiel ist 2 bis 5 Millimeter lang, fein behaart oder kahl. Die Blattspreite ist 3 bis 6 Zentimeter lang, 2 bis 2,5 Zentimeter breit, länglich-eiförmig oder elliptisch, mit einer schräg und kurz zugespitzten Spitze, einer keilförmigen Blattbasis und einem drüsig gesägten Blattrand. Die Blattoberseite ist grün, die Unterseite grünlich, anfangs seidig behaart und später verkahlend.
Als Blütenstände werden 4 bis 5 Zentimeter lange, 1 bis 1,5 Zentimeter durchmessende Kätzchen mit einem mit zwei bis vier Blättern besetzten, graufilzig behaarten Stiel gebildet. Die Tragblätter sind bräunlich, zur Spitze hin schwarz, länglich und filzig behaart. Männliche Blüten haben zwei Staubblätter mit graufilzigen Staubfäden und gelben, kugelförmigen Staubbeutel und eine zur Sprossachse gewandte Nektardrüse. Weiblicher Blüten haben einen lang-eiförmigen, graufilzig behaarten und kurz gestielten Fruchtknoten und eine zweischlitzige Narbe und ebenfalls eine zur Sprossachse gewandte Nektardrüse. Salix alatavica blüht von Juni bis Juli mit oder nach dem Blattaustrieb, die Früchte reifen von Juli bis August.

## Vorkommen und Standortansprüche
Das natürliche Verbreitungsgebiet liegt in der Mongolei, in Sibirien in Russland und im Westen der Autonomen Gebiets Xinjiang in China. In China wächst sie auf Berghängen in Höhen von 2700 bis 2800 Metern.

## Systematik
Salix alatavica ist eine Art aus der Gattung der Weiden (Salix) in der Familie der Weidengewächse (Salicaceae). Dort wird sie der Sektion Glaucae zugeordnet. Sie wurde 1854 von Serge S. Stscheglejew erstmals wissenschaftlich gültig beschrieben. Der Gattungsname Salix stammt aus dem Lateinischen und wurde schon von den Römern für verschiedene Weidenarten verwendet.

## Nachweise